# رشته سنس
رشتهٔ رمز در ژنتیک به بخشی از دو رشتهٔ نردبان مانند دی‌ان‌آ از سمت پایانهٔ '۵ به سوی پایانهٔ '۳ گفته می‌شود که کامل کنندهٔ رشتهٔ پادرمز یا رشتهٔ الگو می‌باشد.
رشتهٔ رمز، رشته‌ای از دی‌ان‌آ است که دارای همان چیدمانی است که آران‌ای پیام‌رسان دارد و این چیدمان را در فرایند رونویسی از روی رشتهٔ پادرمز الگوبرداری کرده‌است. در فرایند ترجمه این چیدمان برای ساخت پروتئین به کار می‌رود.